# Klonowscy
Zasugerowano, aby ten artykuł podzielić na różne artykuły – Podzielić na kilka osobnych haseł o zupełnie różnych rodach szlacheckich o tym samym nazwisku.
Klonowski – nazwisko kilku polskich rodów szlacheckich:

## Klonowscy herbu Awdaniec

herb Awdaniec

Klonowscy herbu Awdaniec – polski ród szlachecki, który według Bonieckiego wziął swoje nazwisko od Klonowa w Powiecie Radomskim.

## Klonowscy herbu Bończa

herb Bończa

Klonowscy herbu Bończa – polski ród szlachecki, którego przedstawiciele według Bonieckiego mieli żyć w województwie rawskiem.

## Klonowscy herbu Grzymała

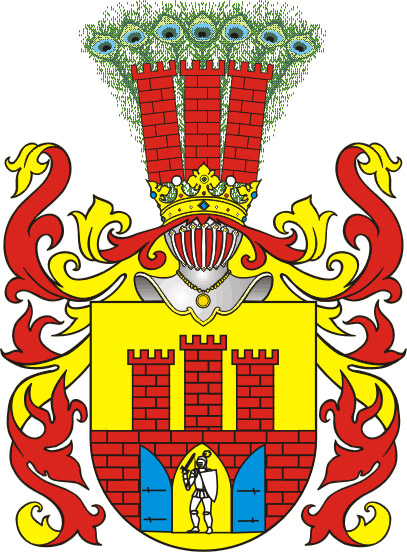
herb Grzymała

Klonowscy herbu Grzymała – polski ród szlachecki, który według Bonieckiego wziął swoje nazwisko od Klonowca w Powiecie Gostyńskim.

## Klonowscy herbu Leszczyc

herb Leszczyc

Klonowscy herbu Leszczyc – polski ród szlachecki, który według Bonieckiego wziął swoje nazwisko od Klonowa w Ziemi Dobrzyńskiej.
W zaborze austriackim wylegitymowali się ze szlachectwa:
- Kazimierz, Wawrzyniec i Maciej vel Mateusz Klonowscy w 1782 r. przed Halickim Sądem Ziemskim[2]
- Ignacy, Józef i Jan Klonowscy w 1782 r. przed Trembowelskim Sądem Grodzkim[2],

których zarówno Seweryn Uruski jak i Adam Boniecki (za drem Michałem Dunin-Wasowiczem) uznali za przedstawicieli Leszczyców.
Nazwisko potomków Kazimierza, Wawrzyńca i Macieja vel Mateusza Klonowskich, zamieszkałych w Tłumaczu, z biegiem lat uległo zruszczeniu, w związku z czym gałęzią Klonowskich są Kłonowscy.

## Klonowscy herbu Nałęcz

herb Nałęcz

Klonowscy herbu Nałęcz – polski ród szlachecki.

## Klonowscy herbu Ostoja

herb Ostoja

Klonowscy herbu Ostoja – polski ród szlachecki, który według Bonieckiego wziął swoje nazwisko od Klonowa w proszowskiem.

## Klonowscy herbu Rogala

herb Rogala

Klonowscy herbu Rogala – polski ród szlachecki, który według Bonieckiego wziął swoje nazwisko od Klonowa na Kujawach.